# Tour Méditerranéen 1993
Il Tour Méditerranéen 1993, ventesima edizione della corsa ciclistica, si svolse dal 9 al 14 febbraio 1993 su un percorso di 769 km ripartiti in 6 tappe (la prima suddivisa in due semitappe). Fu vinta dal francese Charly Mottet della Novemail-Histor-Laser Computer davanti allo svizzero Heinz Imboden e al francese Pascal Lance.

## Tappe
| Tappa  | Data        | Percorso                            | km   | Vincitore di tappa | Leader cl. generale |
| ------ | ----------- | ----------------------------------- | ---- | ------------------ | ------------------- |
| 1ª-1ª  | 9 febbraio  | Sanremo > Sanremo (cron. a squadre) | 11.3 | Castorama          | Fabian Jeker        |
| 1ª-2ª  | 9 febbraio  | Menton > Saint-Laurent-du-Var       | 65   | Laurent Brochard   | Laurent Brochard    |
| 2ª     | 10 febbraio | Antibes > Mont Faron                | 154  | Charly Mottet      | Charly Mottet       |
| 3ª     | 11 febbraio | Hyères > Marignane                  | 128  | Mario Cipollini    | Charly Mottet       |
| 4ª     | 12 febbraio | Arles > Béziers                     | 156  | Mario Cipollini    | Charly Mottet       |
| 5ª     | 13 febbraio | Béziers > Carcassonne               | 90   | Olaf Ludwig        | Charly Mottet       |
| 6ª     | 14 febbraio | Lattes > Marsiglia                  | 165  | Moreno Argentin    | Charly Mottet       |
| Totale | Totale      | Totale                              | 769  |                    |                     |

## Dettagli delle tappe

### 1ª tappa - 1ª semitappa
- 9 febbraio: Sanremo > Sanremo (cron. a squadre) – 11,3 km

| Pos. | Squadra       | Tempo  |
| ---- | ------------- | ------ |
| 1    | Castorama     | 17'32" |
| 2    | Festina       | a 10"  |
| 3    | Mecair-Ballan | s.t.   |

| Pos. | Corridore    | Squadra   | Tempo |
| ---- | ------------ | --------- | ----- |
| 1    | Fabian Jeker | Castorama |       |

### 1ª tappa - 2ª semitappa
- 9 febbraio: Menton > Saint-Laurent-du-Var – 65 km

| Pos. | Corridore         | Squadra       | Tempo    |
| ---- | ----------------- | ------------- | -------- |
| 1    | Laurent Brochard  | Castorama     | 1h32'37" |
| 2    | Heinz Imboden     | Mecair-Ballan | s.t.     |
| 3    | Wilfried Nelissen | Novemail      | s.t.     |

| Pos. | Corridore        | Squadra   | Tempo |
| ---- | ---------------- | --------- | ----- |
| 1    | Laurent Brochard | Castorama |       |

### 2ª tappa
- 10 febbraio: Antibes > Mont Faron – 154 km

| Pos. | Corridore          | Squadra       | Tempo    |
| ---- | ------------------ | ------------- | -------- |
| 1    | Charly Mottet      | Novemail      | 3h44'11" |
| 2    | Moreno Argentin    | Mecair-Ballan | a 15"    |
| 3    | Viatcheslav Ekimov | Novemail      | s.t.     |

| Pos. | Corridore     | Squadra  | Tempo |
| ---- | ------------- | -------- | ----- |
| 1    | Charly Mottet | Novemail |       |

### 3ª tappa
- 11 febbraio: Hyères > Marignane – 128 km

| Pos. | Corridore         | Squadra     | Tempo    |
| ---- | ----------------- | ----------- | -------- |
| 1    | Mario Cipollini   | MG Boys     | 3h07'52" |
| 2    | Eric Vanderaerden | Wordperfect | s.t.     |
| 3    | Wilfried Nelissen | Novemail    | s.t.     |

| Pos. | Corridore     | Squadra  | Tempo |
| ---- | ------------- | -------- | ----- |
| 1    | Charly Mottet | Novemail |       |

### 4ª tappa
- 12 febbraio: Arles > Béziers – 156 km

| Pos. | Corridore          | Squadra      | Tempo    |
| ---- | ------------------ | ------------ | -------- |
| 1    | Mario Cipollini    | MG Boys      | 3h25'20" |
| 2    | D. Abdužaparov     | Lampre-Polti | s.t.     |
| 3    | Christophe Capelle | Gan          | s.t.     |

| Pos. | Corridore     | Squadra  | Tempo |
| ---- | ------------- | -------- | ----- |
| 1    | Charly Mottet | Novemail |       |

### 5ª tappa
- 13 febbraio: Béziers > Carcassonne – 90 km

| Pos. | Corridore           | Squadra       | Tempo    |
| ---- | ------------------- | ------------- | -------- |
| 1    | Olaf Ludwig         | Telekom       | 1h52'53" |
| 2    | Gianvito Martinelli | Mecair-Ballan | s.t.     |
| 3    | Nate Reiss          | Subaru        | s.t.     |

| Pos. | Corridore     | Squadra  | Tempo |
| ---- | ------------- | -------- | ----- |
| 1    | Charly Mottet | Novemail |       |

### 6ª tappa
- 14 febbraio: Lattes > Marsiglia – 165 km

| Pos. | Corridore       | Squadra       | Tempo    |
| ---- | --------------- | ------------- | -------- |
| 1    | Moreno Argentin | Mecair-Ballan | 3h51'06" |
| 2    | Jesper Skibby   | TVM-Bison Kit | a 3"     |
| 3    | Luc Roosen      | Lotto-Caloi   | a 10"    |

| Pos. | Corridore     | Squadra       | Tempo     |
| ---- | ------------- | ------------- | --------- |
| 1    | Charly Mottet | Novemail      | 17h53'07" |
| 2    | Heinz Imboden | Mecair-Ballan | a 14"     |
| 3    | Pascal Lance  | Gan           | a 24"     |

## Classifiche finali

### Classifica generale
| Pos. | Corridore       | Squadra                        | Tempo     |
| ---- | --------------- | ------------------------------ | --------- |
| 1    | Charly Mottet   | Novemail-Histor-Laser Computer | 17h53'07" |
| 2    | Heinz Imboden   | Mecair-Ballan                  | a 14"     |
| 3    | Pascal Lance    | Gan                            | a 24"     |
| 4    | Moreno Argentin | Mecair-Ballan                  | a 33"     |
| 5    | Gilles Delion   | Castorama                      | a 48"     |
| 6    | Martin Earley   | Festina                        | a 51"     |
| 7    | Fabian Jeker    | Castorama                      | a 1'05"   |
| 8    | Yvon Ledanois   | Wordperfect                    | a 1'14"   |
| 9    | Jesper Skibby   | TVM-Bison Kit                  | s.t.      |
| 10   | Luc Roosen      | Lotto-Caloi                    | a 1'20"   |